# Mariana Arnal
Mariana Arnal Aranguren (n. el 17 de agosto de 1973) es una exjugadora de hockey sobre césped argentina que se desempeñó como arquera. Integró la selección argentina, Las Leonas, siendo campeona mundial juvenil, subcampeona mundial de mayores y medallista de oro en los Juegos Panamericanos de 1995.

## Biografía
En 1993, fue campeona mundial juvenil en Tarrasa, en lo que ha sido definido como "el primer rugido" de un seleccionado que a partir de ese momento alcanzaría el primer nivel mundial. Allí fue designada como la mejor arquera del mundial. En 1994 integró el equipo que salió en segundo lugar en el Campeonato Mundial de Hockey sobre Césped jugado en Dublín, sorprendiendo al mundo deportivo.
Obtuvo la medalla de oro en los Juegos Panamericanos de 1995. En 1996, integró la selección que participó en los Juegos Olímpicos de Atlanta 1996, finalizando en 7º lugar y obteniendo diploma olímpico.